# برایان فلپس (غواص)
برایان فلپس (انگلیسی: Brian Phelps؛ زادهٔ ۲۱ آوریل ۱۹۴۴) ورزشکار شیرجه اهل بریتانیا است.
وی در مسابقات کشوری و بین‌المللی در مجموع برندهٔ ۶ مدال طلا، ۲ مدال نقره، ۱ مدال برنز شده‌است.